# ديان دوين
ديان دوين (بالإنجليزية: Diane Duane)‏ (18 مايو 1952، نيويورك في الولايات المتحدة)؛ كاتبة للأطفال، ممرضة، كاتبة سيناريو، كاتِبة وروائية أمريكية.

## روابط خارجية
- ديان دوين على موقع IMDb (الإنجليزية)
- ديان دوين على موقع ميوزك برينز (الإنجليزية)
- ديان دوين على موقع أول موفي (الإنجليزية)
- ديان دوين على موقع ديسكوغز (الإنجليزية)
- ديان دوين على موقع قاعدة بيانات الفيلم (الإنجليزية)
- ديان دوين على موقع كينوبويسك (الروسية)